# Рейнмар фон Бренненберг
Рейнмар фон Бренненберг (нем. Reinmar von Brennenberg) - рыцарь Бреннберга, миннезингер и министер при епископе в Регенсбурге. 

## Биография
Родился около 1210 года, происходил из рода Бреннебергов. Они были вассалами, но Рейнмар потерял эту должность. Он уехал в Вену, где учился поэме и пению. Он был учеником Вальтера фон дер Фогельвейде, с которым и дружил.
В 1229 году Бренненберг сопровождал епископа Зигфрида в Шестом крестовом походе в Рим, где их ждал Фридрих II, чтобы вести переговоры.
На творчество повлияли многие легенды и сказки других народов, которые он посещал во время путешествий 1229-1236 года.
В 1236 году Рейнмару пожаловали чин рыцаря Бреннберга.
Скончался в 1271 году, неправильно считают, что он был убит, на самом деле был заколот его сын..
.

## Семья
Рейнмар II был женат на Хейлвике, от которой имел четырёх сыновей:
- Вирнто
- Рейнмар (ум. ок. 1273), убит в Регенсбурге.
- Руланд
- Бруно (ум.ок. 1300), был рыцарем, трухзесом и каноном Регенсберга. Женат на Берте фон Хайдау.

## Творчество
Сочинил 10 песен и поэму, которые представлены в Гейдельбергской рукописи.

## Литературa
- Fr. v. d. Hagen, Minnesinger, Deutsche Liederdichter des 12., 13. und 14. Jahrhunderts, Bd. 4, Leipzig 1838, 278 ff.
- Hanno Rüther, Der Mythos von den Minnesängern. Die Entstehung der Moringer-, Tannhäuser- und Bremberger-Ballade, Köln, Weimar, Böhlau-Verlag, 2007, ISBN 3-412-23906-2
- Hugo Kuhn, Reimar von Brennenberg, in: Carl von Kraus, Deutsche Liederdichter des 13. Jahrhunderts, 2. Auflage, Tübingen 1978, Bd. 2, S. 385–396, ISBN 3-484-10326-4
- Martin J. Schubert: Reinmar von Brennenberg. In: Neue Deutsche Biographie (NDB). Band 21, Duncker & Humblot, Berlin 2003, ISBN 3-428-11202-4, S. 378 f. (Digitalisat).